# Simon Grynaeus
Simon Grynaeus (1493-1541) (Simon Grynäus) (Veringendorf, 1493 - Basileia, 1 de agosto de 1541), foi um humanista, latinista, helenista, teólogo e reformador alemão. Estudou na Universidade de Viena e deu aulas de grego e latim na Universidade de Heidelberg.

## Biografia
Era filho de Jacob Gryner, e adota o pseudônimo de Grynaeus, que é um epíteto do deus Apolo da poesia de Virgílio. Foi co-discípulo de Melanchthon no seminário em Pforzheim, depois estudou teologia na Universidade de Viena, onde ele demonstra um dom particular pelo latim e o grego antigo. Foi nomeado reitor de uma escola em Buda, onde foi condenado e jogado na prisão por instigação dos dominicanos por causa de sua tomada de posição diante do movimento da reforma.  Ganhou sua liberdade por instância de magnatas húngaros.  Visitou Melanchthon em Wittenberg, e em 1524 tornou-se professor da Universidade de Heidelberg, ocupando também o cargo de professor de Latim em 1526. Seus pontos de vista zwinglianos a respeito da Eucaristia perturbou suas relações com seus colegas católicos. Desde 1526, ele se correspondeu com Johannes Oecolampadius (1482-1531), que, em 1529, o convidou para ir a Basileia, deixada recentemente por Erasmo (1466-1536). A universidade estava desorganizada, e Grynaeus realizou alguns estudos, e, em 1531, visitou as bibliotecas da Inglaterra.
Uma carta de recomendação de Erasmo lhe garantiu bons serviços junto a Thomas More. Retornando a Basileia, incumbiu-se da tarefa de coletar opiniões dos reformadores continentais sobre a questão do divórcio de Henrique VIII (1491-1547), e esteve presente no funeral de Oecolampadius (24 de Novembro de 1531). Agora, ocupando a cadeira de Grego, foi nomeado professor extraordinário de teologia, dando aulas de exegese sobre o Novo Testamento.
Em 1534, Ulric, Duque de Württemberg (1487-1550) o convidou para ajudar na reforma da cidade, e também para a reconstituição da Universidade de Tübingen, tarefa essa que ele realizou com a ajuda de Ambrosius Blarer (1492-1564) de Constança. Dois anos depois, ele teve participação ativa na então chamada Primeira Confissão Helvética, realizada por teólogos da Suíça, em Basileia, em janeiro de 1536, e também nas conferências que apressaram a aceitação da Suíça para a Concórdia de Wittenberg (1536).
Durante a Conferência de Worms (1540) entre católicos e protestantes, ele foi o único participante das igrejas da Suíça, representando as autoridades de Basileia.  Ele foi levado de repente, no augue da sua vida, pela peste na cidade de Basileia em 1 de Agosto de 1541.  Erudito brilhante e teólogo conciliador, tinha um temperamento dócil, e sua influência foi exercida com grandeza e sabedoria. Erasmo e João Calvino estão entre os seus correspondentes. Suas obras principais foram versões latinas de Plutarco, Aristóteles e João Crisóstomo.
Seu filho Samuel Grynaeus (1539-1599) foi professor de jurisprudência em Basileia. Seu sobrinhoThomas Grynaeus (1512-1564) foi teólogo e professor na Universidade de Basileia e também ocupou o cargo de ministro em Rötteln, ao sul de Baden, tendo deixado quatro filhos renomados dos quais Johann Jakob Grynaeus (1540-1617) foi um líder em assuntos religiosos em Basileia. O último dos descendentes diretos de Simon Grynaeus era o seu homônimo Simon Grynaeus (1725-1799), tradutor para o alemão de obras antideistas em inglês e francês, autor de uma versão da Bíblia no moderno alemão (1776), e primeiro tradutor para o alemão da obra "Romeu e Julieta" de William Shakespeare.

## Obras
- De Mundo Aristotelis et Scholion doctissimum in Aristotelis libellum de Mundo Simone Grynaeo authore (março 1533), 1 vol. in-8°, Basileia, impr. Johannes Walder.
- Στοικειον βιϐλιον ...in Euclidis Geometriae elementa Græca. Adiecta præfatiuncula in qua de disciplinis mathematicis nonnihil. [Edidit Simon Grynæus]. (1533) – Basileia, impr. Johann Herwagen (Basileae : apud Ioan. Hervagium). Primeira edição impressa em grego dos Elementos de Euclides.
- Organon Ὠϱγανον, η ἡ της φιλοσοφιας χειρ (1536), Basileia, impr. Johann Bebel, 1 vol. in-4°.
- Aristotelis. De virtutibus libellus plane aureus, ... per Simonem Grynaeum, (mars 1539), Basileia, impr. Robert Winter, 1 vol. in-8°. in Ptolemaei magnae constructionis libros Graecos (1538), Bâle
- Chrysostomi in priorem ad Corinthios, Basileia
- S. Grynaei epistolae (1847), éd. Streuber

## Ligações Externas
- (em alemão) Simon Grynäus, Deutsche Biographie (ADB & NDB)
- (em inglês) Simon Grynaeus, 1911 Encyclopædia Britannica